# أراين
مركبات الأراين  أو البنزاين هي أنواع كيميائية مرتفعة النشاط الكيميائي تشتق من الحلقات العطرية بإزالة مستَبدَلَين يقعان في الموقع أورثو بالنسبة لبعضهما.
يتك في بعض الأحيان إضافة رمز الرابطة الثلاثية في الحلقة العطرية للإشارة إلى مركبات الأراين؛ مع العلم أن استخدام رمز الجذور الحرة أفضل في هذه الحالة.
تعد مركبات الأراين من المركبات الوسطية النشيطة، وقد أدى اكتشافها إلى تطوير عدد من آليات الاصطناع وخاصة في إنتاج النواتج الطبيعية.

## اقرأ أيضاً
- بنزين
- هيدروكربون عطري
- مركب وسطي نشيط
- جذر حر